# Indonesiens ambassad i Stockholm
Indonesiens ambassad i Stockholm är Indonesiens diplomatiska representation i Sverige. Ambassadör sedan november 2020 är Kamapradipta Isnomo. Ambassaden är belägen på Kungsbroplan 1.

## Ambassadörens residens
Ambassadörens residens är Villa Constantia vid  Hagkroken 9 i kommundelen Islinge i Lidingö kommun. Husets fasad pryds av förgylld örn hållande i en banderoll med inskriptionen Bhinneka Tunggal Ika som är den officiella nationella symbolen i Indonesien. Uttrycket är gammalt javanesiskt översatt som "Enhet i mångfald". Villa Constantia uppfördes kring sekelskiftet 1900 för sjökaptenen och kolgrosshandlaren H.A. Söderberg. Han döpte byggnaden Constantia efter sin hustru Constance

### Bilder (residens)

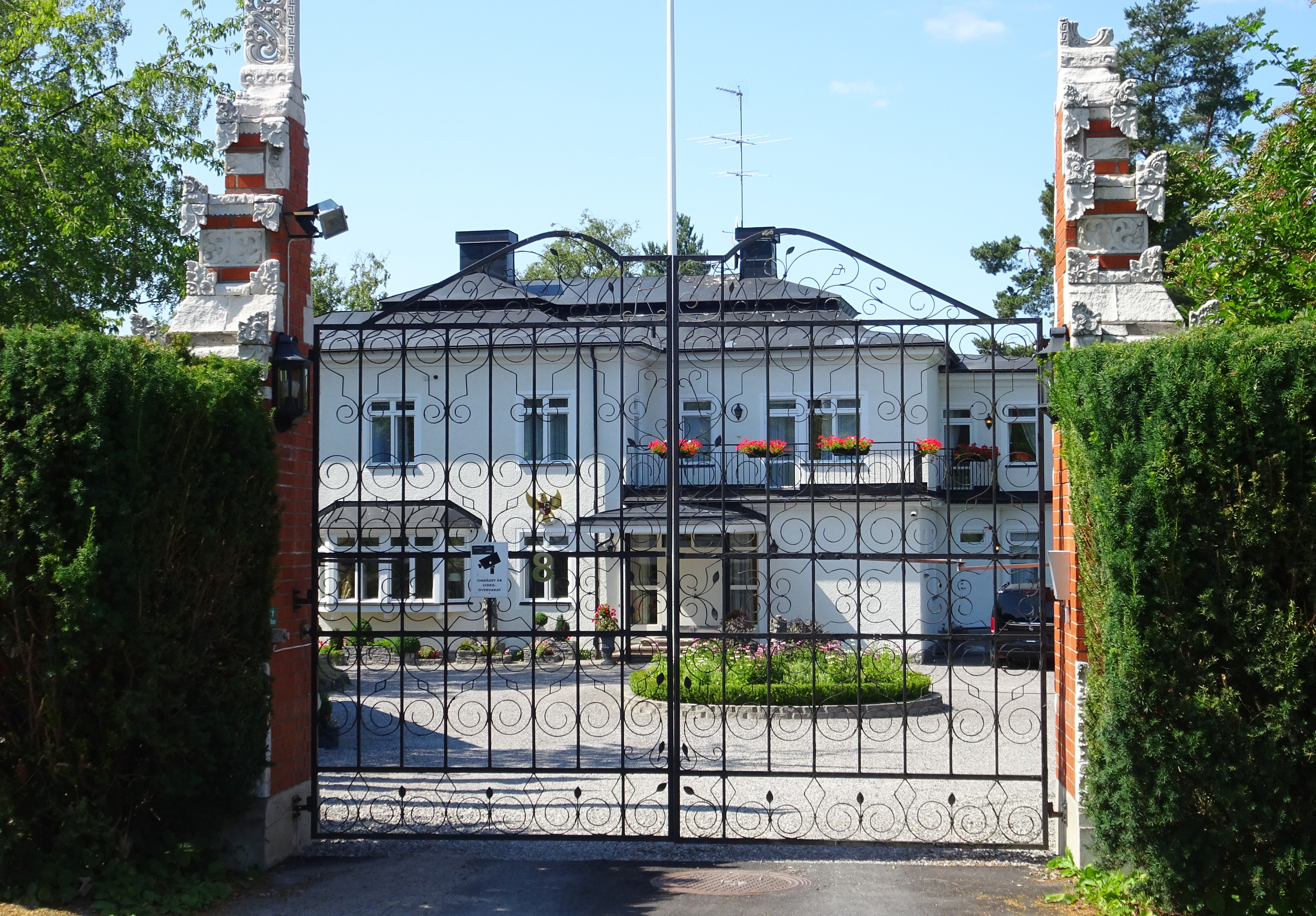
Villa Constantia.
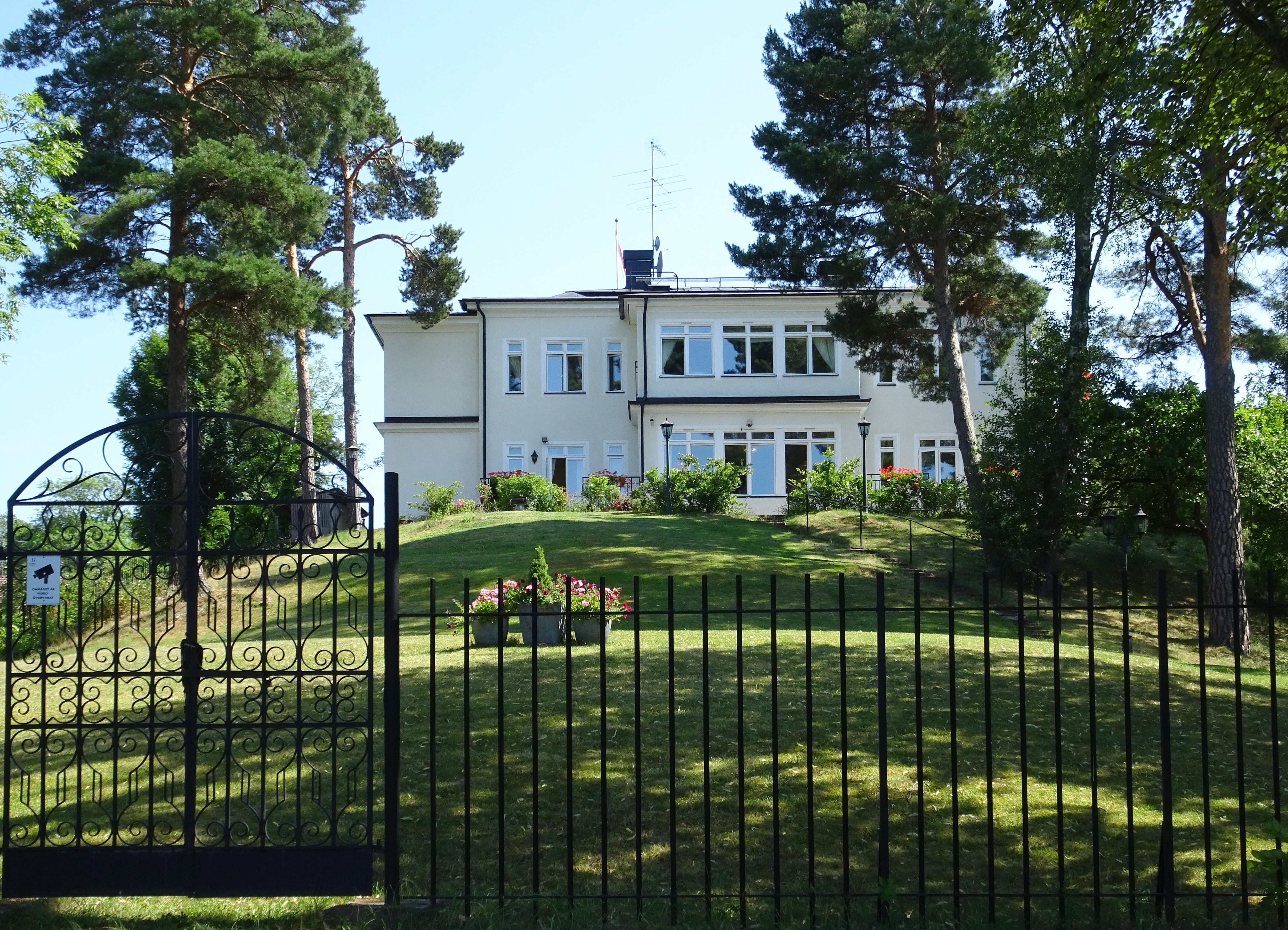
Villa Constantia.
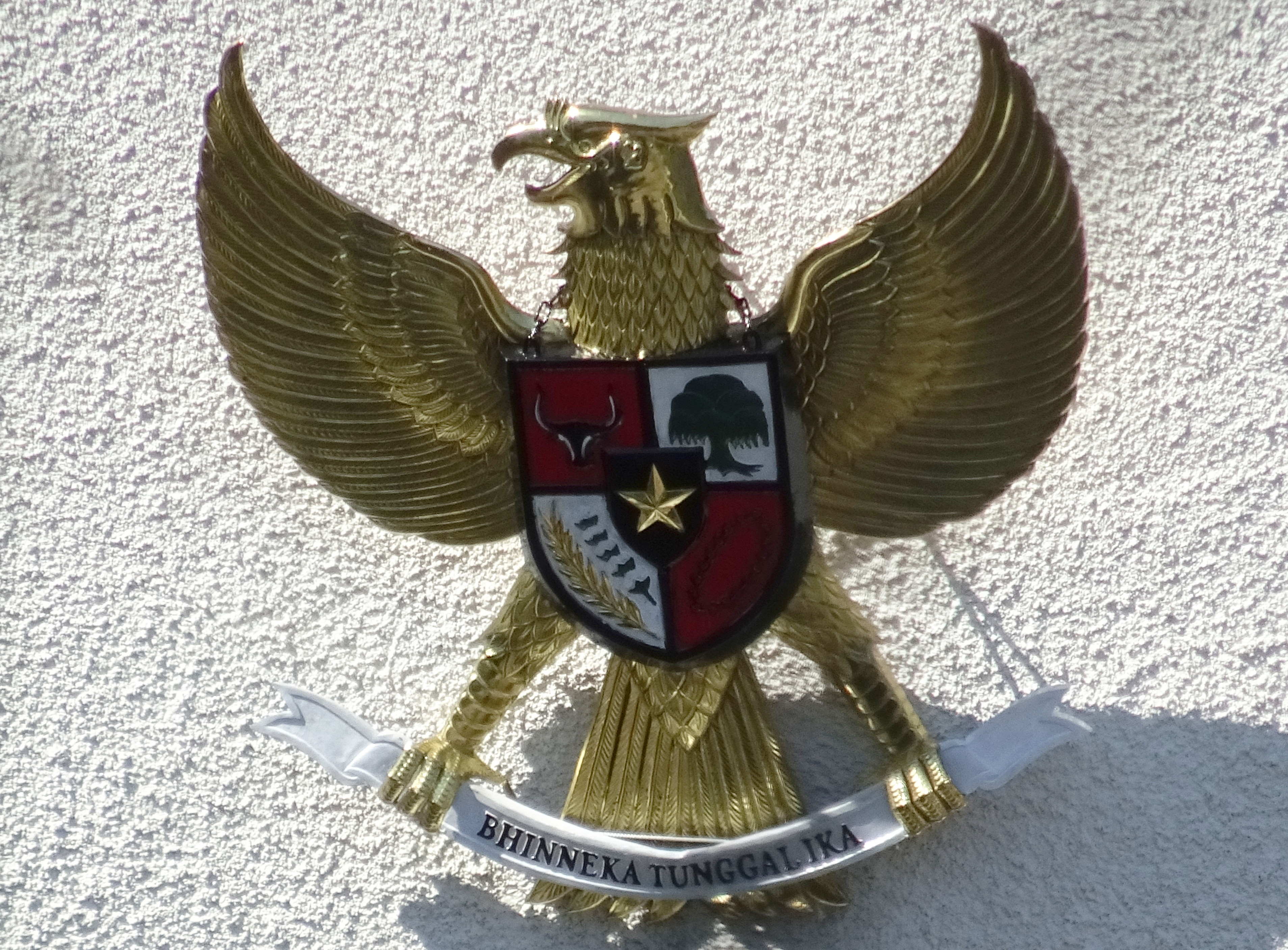
Örnen på Villa Constantia.

## Beskickningschefer
| Namn                         | Period    | Funktion   |
| ---------------------------- | --------- | ---------- |
| Dewa Made Juniarta Sastrawan | 2012–2016 | Ambassadör |
| Bagas Hapsoro                | 2016–2020 | Ambassadör |
| Kamapradipta Isnomo          | 2020–idag | Ambassadör |